# 1776 en musique classique
| \| • Retour à la chronologie générale de la musique classique • \| |
| Grèce • Rome • Haut Moyen Âge • VIIIe siècle • IXe siècle • Xe siècle • XIe siècle XIIe siècle • XIIIe siècle • XIVe siècle • XVe siècle • XVIe siècle • XVIIe siècle XVIIIe siècle • XIXe siècle • XXe siècle • XXIe siècle |
| • Retour à la chronologie générale de la musique classique • |

| Années en musique classique : 1773 - 1774 - 1775 - 1776 - 1777 - 1778 - 1779    |
| Décennies en musique classique : 1740 - 1750 - 1760 - 1770 - 1780 - 1790 - 1800 |

## Événements

### Créations
- 28 mars : Création de la troupe du Bolchoï.
- 23 avril : Création de la version française de l'opéra Alceste de Christoph Willibald Gluck à l'Académie royale de musique (Paris).
- 21 juillet : Création de la sérénade « Haffner » de Mozart à Salzbourg.

Date indéterminée
- Carl Philipp Emanuel Bach : 4 symphonies pour orchestre.
- Luigi Boccherini : 6 sextuors à cordes.
- Joseph Haydn :
  - 47e sonate pour clavier.
  - Symphonie no 61 en ré majeur.
- Antonio Soler : 6 quintettes pour clavecin ou orgue et cordes.
- Johann Philipp Kirnberger publie le premier volume de la deuxième partie de L'Art de l'écriture pure en musique.

## Naissances

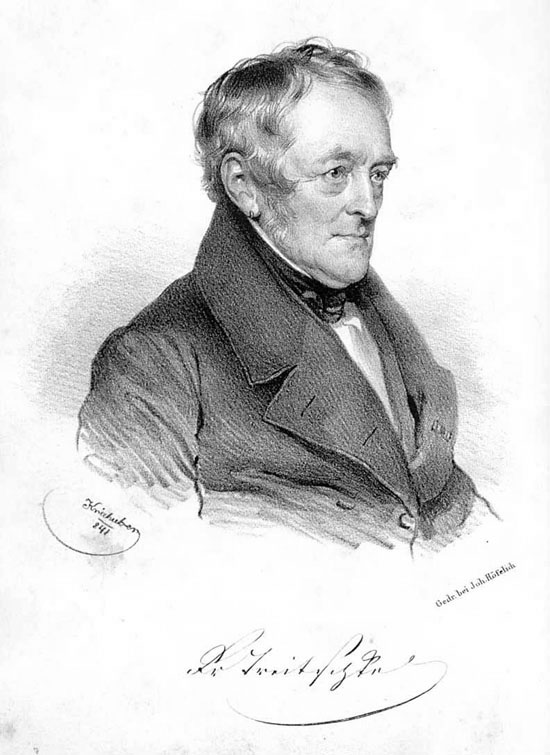
Georg Friedrich Treitschke

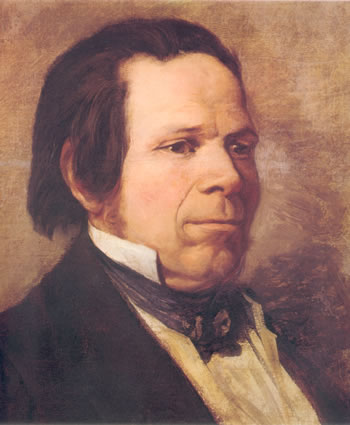
Ignaz Schuppanzigh

- 24 janvier : Ernst Theodor Amadeus Hoffmann, compositeur, mais également écrivain allemand († 25 juin 1822).
- 21 février : Vincenzo Lavigna, compositeur, claveciniste et pédagogue italien († 14 septembre 1836).
- 27 février : Andrea Nozzari, ténor, italien, († 12 décembre 1832).
- 7 mars : Étienne-François Gebauer, compositeur et flûtiste français († 1823).
- 27 avril : Hyacinthe Jadin, compositeur et pianiste français († 27 septembre 1800).
- 4 août : Wenzel Sedlák, arrangeur et clarinettiste bohémien († 20 novembre 1851).
- 15 août : Ignaz von Seyfried, chef d'orchestre et compositeur autrichien († 27 août 1841).
- 29 août : Georg Friedrich Treitschke, entomologiste et musicien allemand († 4 juin 1842).
- 20 novembre : Ignaz Schuppanzigh, violoniste autrichien († 2 mars 1830).
- 16 décembre : Adam Liszt, violoncelliste hongrois, père de Franz Liszt († 28 août 1827).

## Décès
- 22 avril : Johann Adolf Scheibe, compositeur, critique musical, théoricien de la musique germano-danois (° 5 mai 1708).
- 22 novembre : Mattia Vento, compositeur, claveciniste et professeur de musique italien (° 1735).

Date indéterminée
- Élisabeth Catherine Ballard, éditeur de musique.

Après 1776
- Matteo Capranica, compositeur et organiste italien (° 26 août 1708).